# Isla Lort
La isla Lort forma parte del archipiélago de Tierra del Fuego ubicado en la región austral de Chile. Pertenece al sector que para su estudio se ha denominado como de las islas del NO.
Administrativamente pertenece a la Región de Magallanes y Antártica Chilena, provincia de Magallanes, comuna de Punta Arenas.
Desde hace aproximadamente 6000 años sus costas fueron habitadas por el pueblo kawésqar. A comienzos del siglo XXI este pueblo había sido prácticamente extinguido por la acción del hombre blanco.

## Ubicación
Se encuentran en el sector de las islas del NO del archipiélago de Tierra del Fuego frente a la costa oceánica de la isla Santa Inés y desde el punto de vista orográfico en el sector de la zona cordillerana o insular. Existe plano inglés de la bahía en el portafolio de cartas publicadas por el SHOA de la Armada de Chile. 
En L:54°16′ S G:72°40′ O Se encuentra como 9 nmi al ESE de la isla Isabella la cual da forma a la bahía Stokes por el SE. Despide en todo su alrededor numerosos islotes, rocas y escollos hasta más de 2 nmi fuera de sus costas.
Tiene dos surgideros recomendables; el primero es una espaciosa bahía en la costa del SE, cerrada casi completamente al este por un cordón de islotes y rocas que la protegen contra la mar y el viento de los cuadrantes 1° y 2° y quedando resguardada hacia el poniente por las colinas de la isla. En el cordón mencionado se forman dos pasos. El fondo en el interior del puerto varía entre 18 y 30 metros y el tenedero es de buena calidad.
El segundo surgidero está en su costa norte y aunque abierto al norte es medianamente apropiado para las goletas o embarcaciones similares.

## Historia
Sus costas fueron recorridas por los kawésqar desde hace más de 6000 años hasta mediados del siglo XX. A comienzos del siglo XXI este pueblo había sido prácticamente extinguido por la acción del hombre blanco.
A fines del siglo XVIII, a partir del año 1788 comenzaron a llegar a la zona los balleneros, los loberos y cazadores de focas ingleses y estadounidenses y finalmente los chilotes.
Las siguientes expediciones efectuaron trabajos hidrográficos en el sector de la isla Lort:
- 1774 - James Cook en diciembre, recorrió y levantó sectores de la costa oceánica del archipiélago de  Tierra del Fuego desde el cabo Deseado hasta el cabo de Hornos. HMS Resolution . Segundo viaje. Expedición inglesa.
- 1829 - Robert Fitz Roy en el primer viaje del HMS Beagle. Expedición inglesa.[5]

El comandante Robert Fitz Roy con el HMS Beagle estuvo trabajando en este sector desde el 3 de enero de 1830 hasta el 14 del mismo mes y año. El 3 de enero vio fogatas e indígenas en el cabo Gloucester fondeando en la dársena Laura de la bahía Euston. El 7 de enero enterró dos memoriales en la cumbre del cabo Gloucester. Durante el período tuvo contacto con varios fueguinos. El 13 se trasladó a un fondeadero en la isla Isabella y el 14 de marzo navegó hasta la isla Furia fondeando en caleta Norte.

## Características geográficas
Reina casi permanentemente el mal tiempo, lluvia copiosa, cielo nublado. Clima marítimo con temperatura pareja durante todo el año. El viento predominante es del oeste.
Hay bayas silvestres y un tipo de alga marina. Abundan los gansos y patos silvestres. En su costa se obtienen choros, lapas y erizos. Llegan a la caleta lobos de mar, nutrias, delfines y ballenas.